# Luis Engelns
Luis Engelns (* 11. März 2007 in Hamburg) ist ein deutscher Fußballspieler. 

## Werdegang
Der Zentrale Mittelfeldspieler begann seine Karriere im Alter von drei Jahren beim Hövelhofer SV. Im Jahre 2016 wechselte er in die Nachwuchsabteilung des SC Paderborn 07, wo er in der B-Junioren- und später der A-Junioren-Bundesliga zum Einsatz kam. Im Sommer 2024 rückte Engelns in den Kader der Profimannschaft der Paderborner auf, die in der 2. Bundesliga spielt. Sein Profidebüt gab Engelns am 19. Oktober 2024 bei der Partie beim 1. FC Kaiserslautern, als er in der 88. Minute für Santiago Castañeda eingewechselt wurde. Am 8. August 2025 erzielte Engelns sein erstes Profitor, als er seine Mannschaft beim 1:1 bei Preußen Münster in Führung brachte.

## Familie
Luis Engelns ist der Sohn des Fußballtrainers Daniel Farke. 2025 erwarb Engelns das Abitur am Reismann-Gymnasium Paderborn.